# Zilveren Griffel
Der Zilveren Griffel (Silberner Griffel) ist ein niederländischer Literaturpreis, der seit 1971 jährlich von der Stichting Collectieve Propaganda van Het Nederlandse Boek für Kinderbücher verliehen wird. Im Gegensatz zum Gouden Griffel kann er auch für aus anderen Sprachen übersetzte Bücher verliehen werden.

## Preisträger (Auswahl)
- 1971
  - Annie M. G. Schmidt für „Minoes“ (Die geheimnisvolle Minusch)

- 1972
  - Paul Biegel für „De twaalf rovers“, dt.: Die zwölf Räuber. Thienemann, Stuttgart 1973, ISBN 3-522-11890-1.
  - Otfried Preußler für Die Abenteuer des starken Wanja
  - Roald Dahl für „De fantastische meneer Vos“

- 1973
  - Astrid Lindgren für Lotta zieht um
  - Otfried Preußler für Krabat

- 1974
  - Paul Biegel für „Het olifantenfeest“

- 1975
  - Astrid Lindgren für Die Brüder Löwenherz
  - David Macaulay für „De kathedraal“ (Sie bauten eine Kathedrale)

- 1976
  - Max Bolliger für „De kleine reus“
  - F. K. Waechter für „De kroondieven“

- 1977
  - Guus Kuijer für „Grote mensen daar kun je beter soep van koken“
  - Roald Dahl für „Daantje de wereldkampioen“
  - Robert Gernhardt für „Wie dit leest is het vierde beest“

- 1978
  - Margaret Mahy für „Ze lopen gewoon met me mee...“

- 1979
  - Dolf Verroen für „De kat in de gordijnen“
  - Roald Dahl für „Het wonderlijk verhaal van Hendrik Meier“

- 1980
  - Shirley Hughes für „Knuffel“

- 1981
  - Arnold Lobel für „Bij uil thuis“
  - Dolf Verroen für „Hoe weet jij dat nou?“
  - Myron Levoy für „Alan und Naomi“ (Der gelbe Vogel)
  - Diana Wynne Jones für „De negen levens“ (Charmed Life)

- 1982
  - Veronica Hazelhoff für „Nou moe!“
  - Roald Dahl für „De griezels“
  - Christine Nöstlinger für „Het huis in Niemandsland“

- 1983
  - Astrid Lindgren für Ronja Räubertochter
  - Michael Ende für „Het oneindige verhaal“ (Die unendliche Geschichte)

- 1984
  - Janosch für Post für den Tiger
  - Roald Dahl für „De GVR“
  - Guus Kuijer für „Eend voor eend“
  - Paul Biegel für „Haas“, dt. Hase. Arena Verlag, Würzburg 1984, ISBN 3-401-04051-0

- 1985
  - Irina Korschunow für „Er hieß Jan“
  - Aidan Chambers für „Het geheim van de grot“

- 1986
  - Aidan Chambers für „Tirannen“
  - Uri Orlev für „Het eiland in de Vogelstraat“
  - Mensje van Keulen für „Tommy Station“

- 1987
  - Tony Ross für „Waar is mijn potje?“
  - Dolf Verroen für „Een leeuw met lange tanden“

- 1988
  - Paul Biegel für „De Rode Prinses“, dt.: Die rote Prinzessin. Omnibus, München 1996, ISBN 3-570-20035-3
  - Guus Kuijer für „Tin Toeval“ (Teil 1 en 2)

- 1990
  - Anthony Browne für „De tunnel“
  - Klaus Kordon für „Moenli en de moeder van de wolven“ (Wie Spucke  im Sand)
  - Toon Tellegen für „Langzaam, zo snel zij konden“
  - David Macauley für „Over de werking van de kurketrekker en andere machines“

- 1991
  - Käthe Recheis für „Bevor die Büffel starben“

- 1993
  - Simone Schell für „Marie Pouceline of de Nicht van de Generaal“
  - Klaus Kordon für „Met je rug tegen de muur“ (Mit dem Rücken zur Wand)

- 1994
  - Toon Tellegen für „Jannes“
  - Aidan Chambers für „De Tolbrug“

- 1995
  - Anne Provoost für „Vallen“
  - Simone Schell für „Een zeer geheime reiskist“
  - K. Schippers für „'s Nachts op dak“

- 1996
  - Klaus Kordon für „De eerste lente“ (Der erste Frühling)
  - Bart Moeyaert für „Blote Handen“ (Bloße Hände)

- 1997
  - Jürg Schubiger für „Als die Welt noch jung war“
  - Toon Tellegen für „Teunis“

- 1998
  - Wolf Erlbruch für „Mevrouw Meijer, de merel“ (Frau Meier, die Amsel)

- 1999
  - Wolf Erlbruch für „Leonard“
  - Toon Tellegen für „De verjaardag van alle anderen“
  - K. Schippers für „Sok of sprei“

- 2000
  - David Almond für „De schaduw van Skellig“ Zeit des Mondes

- 2001
  - Edward van de Vendel für „Dom konijn“

- 2002
  - Bart Moeyaert für „Het beest heet Mona“
  - Guus Kuijer für „Met de wind mee naar de zee“

- 2003
  - George Saunders für „De zeer volhardende Gappers uit Frip“

- 2004
  - Bart Moeyaert für „De Schepping“
  - Cornelia Funke für „De dievenbende van Scipio“ (Herr der Diebe)
  - Edward van de Vendel für „Superguppie“

- 2005
  - Thé Tjong-Khing für „Die Torte ist weg!“
  - Wolf Erlbruch für „Waarom jij er bent“ (Die große Frage)

- 2006
  - Cornelia Funke für „Hart van inkt“ (Tintenherz)

- 2007
  - Sjoerd Kuyper für „Robin is verliefd“
  - Kate DiCamillo für „Die wundersame Reise von Edward Tulane“
  - Sharon Creech für „Der beste Hund der Welt“

- 2008
  - bis 6 Jahre: Sjoerd Kuyper, „Sjaantje doet alsof“ und Edward van de Vendel, „Eén miljoen vlinders“
  - ab 6 Jahre: Wolf Erlbruch, „De eend, de dood en de tulp“ und Maria Parr, „De wonderlijke lotgevallen van Olle en Lena“
  - ab 9 Jahre: Timothée de Fombelle, „Tobie Lolness. Op de vlucht“ und Jan Michael, „Op weg naar huis“
  - Sebastian Meschenmoser für „Mijnheer Eekhoorn en de eerste sneeuw“ (Herr Eichhorn und der erste Schnee)
  - Harriët van Reek für „Letterdromen met Do“

- 2009
  - Bill Bryson für „Een heel kleine geschiedenis van bijna alles“
  - Joke van Leeuwen für „Een halve hond heel denken“
  - Ted van Lieshout für „Spin op sokken“
  - Koos Meinderts und Harrie Jekkers für „Ballade van de dood“
  - Elvis Peeters für „Meneer Papier en zijn meisje“
  - Komako Sakai für „Sneeuw“
  - Tjibbe Veldkamp und Kees de Boer für „Agent en boef“
  - Edward van de Vendel für „Opa laat zijn tenen zien“
  - Peter Verhelst für „Het geheim van de keel van de nachtegaal“
  - Dirk Weber für „Duivendrop“

- 2010
  - Bibi Dumon Tak für „Fiet wil rennen“
  - Marjet Huiberts für „Aadje Piraatje“
  - Gerda Dendooven für „Hoe het varken aan zijn krulstaart kwam“
  - Daan Remmerts de Vries für „Voordat jij er was“
  - Gideon Samson für „Ziek“
  - Tjibbe Veldkamp für „Tiffany Dop“
  - Ditte Merle für „Wild verliefd“
  - Liesbet Ruben und Babette van Ogtrop für „De parel en de draak“
  - Ted van Lieshout für „Hou van mij“
  - Edward van de Vendel für „Fluit zoals je bent“

- 2011
  - Kitty Crowther für „En?“
  - Imme Dros für „Het boeboek“
  - Marjet Huiberts für „Roodkapje was een toffe meid“
  - Michael de Cock für „Hoe oma almaar kleiner werd“
  - Simon van der Geest für „Dissus“
  - Michael de Cock für „Vliegen tot de hemel“
  - Kinderuniversiteit van Tilburg für „Ik! Wie is dat?“
  - Daan Remmerts de Vries für „Meneer Kandinsky was een schilder“
  - Bette Westera für „Ik leer je liedjes van verlangen, en aan je apenstaartje hangen“
  - Edward van de Vendel für „Hoera voor Superguppie!“

- 2012
  - Wouter van Reek für „Keepvogel en Kijkvogel“
  - Sjoerd Kuyper für „O rode papaver, boem pats knal!“
  - Siri Kolu für „Ik en de rovers“
  - Edward van de Vendel für „Toen kwam Sam“
  - Truus Matti für „Mister Orange“
  - Harm de Jonge für „Vuurbom“
  - Jacqueline van Maarsen für „Je beste vriendin Anne“
  - Bibi Dumon Tak für „Winterdieren“
  - Ted van Lieshout für „Driedelig paard“

- 2013
  - Kim Fupz Aakeson für Zondag
  - Imme Dros für Zoveel als de wereld hou ik van jou
  - Anne Provoost für Springdag
  - Bart Moeyaert für Wie klopt daar?
  - Gideon Samson für Zwarte zwaan
  - Simon van der Geest für Spinder
  - Bibi Dumon Tak für Winterdieren
  - Liesbet Ruben & Babette van Ogtrop für De slipper van Maria Bonita

- 2014
  - Jean Reidy für Wij samen op stap
  - Bette Westera für Held op sokken
  - Jef Aerts für Groter dan een droom
  - Stian Hole für Garmanns straat
  - Jef Aerts für Vissen smelten niet
  - Emiel de Wild für Broergeheim
  - Hans und Monique Hagen für Ik zoek een woord
  - Gil vander Heyden für Kleine stemmen
  - Jan Paul Schutten für Het raadsel van alles wat leeft

- 2015
  - Drew Daywalt für De krijtjes staken!
  - Daan Remmerts de Vries für Soms laat ik je even achter
  - Håkon Øvreås für Bruno wordt een superheld
  - Sylvia Vanden Heede für Een afspraakje in het bos
  - Sjoerd Kuyper für Hotel De Grote L
  - Dirk Weber für De goochelaar, de geit en ik
  - Stine Jensen für Lieve Stine, weet jij het?
  - Annet Huizing für Hoe ik per ongeluk een boek schreef
  - Bette Westera für Doodgewoon

- 2016
  - Imme Dros für Tijs en de eenhoorn (Tot zes jaar)
  - Tjibbe Veldkamp für Kom uit die kraan!!  (Tot zes jaar)
  - Joke van Leeuwen voor Mooi boek (Vanaf zes jaar)
  - Toon Tellegen für  De tuin van de walvis (Vanaf zes jaar)
  - Daan Remmerts de Vries für  Groter dan de lucht, erger dan de zon  (Vanaf negen jaar)
  - Anna Woltz für Gips, dt. Gips oder Wie ich an einem einzigen Tag die Welt reparierte (Vanaf negen jaar)
  - Joukje Akveld voor Een aap op de wc (Informatief)
  - Edward van de Vendel fürStem op de okapi (Informatief)
  - Hans & Monique Hagen voor Nooit denk ik aan niets (Poëzie)
  - Ted van Lieshout für Rond vierkant vierkant rond (Poëzie)

- 2017
  - Bibi Dumon Tak für Siens hemel (Tot zes jaar)
  - Maranke Rinck für Tangramkat (Tot zes jaar); de illustrator van dit boek Martijn van der Linden kreeg een Zilveren Penseel
  - Martine Letterie für Kinderen met een ster (Vanaf zes jaar)
  - Koos Meinderts für Naar het noorden (Vanaf zes jaar)
  - Anna Woltz voor Alaska (Vanaf negen jaar)
  - Daan Remmerts de Vries für T.rex Trix in Naturalis (Informatief)
  - Bette Westera für Baby'tje in mama's buik (Informatief)

- 2018
  - Pim Lammers für Het lammetje dat een varken is (Tot zes jaar). Illustrationen von Milja Praagman.
  - Tjibbe Veldkamp für Handje? (Tot zes jaar). Illustrationen von Wouter Tulp
  - Joke van Leeuwen für Toen ik (Vanaf zes jaar)
  - Marit Törnqvist für Het gelukkige eiland (Vanaf zes jaar)
  - Annet Schaap für Lampje (Vanaf negen jaar). Auch ausgezeichnet mit dem Gouden Griffel.
  - Suzanne Wouda für Sabel (Vanaf negen jaar)
  - Joukje Akveld für Wij waren hier eerst (Informatief). Illustrationen von Piet Grobler.
  - Annet Huizing für De zweetvoetenman (Informatief). Illustrationen von Margot Westermann.
  - Bette Westera für Was de aarde vroeger plat? (Poëzie). Illustrationen von Sylvia Weve.
  - Edward van de Vendel für De zombietrein (Poëzie). Illustrationen von Floor de Goede.

- 2019
  - Mac Barnett für De wolf, de eend en de muis (Tot zes jaar). Illustrationen von Jon Klassen. Übersetzer: Edward van de Vendel.
  - Oliver Jeffers für Die eland is van mij (Tot zes jaar). Übersetzer: Berd Ruttenberg.
  - Dolf Verroen für Droomopa (Van zes tot negen jaar). Illustrationen von Charlotte Dematons.
  - Edward van de Vendel für Vosje (Van zes tot negen jaar). Für die Illustrationen bekam Marije Tolman einen Zilveren Penseel.
  - Jef Aerts für De blauwe vleugels (Van negen tot twaalf jaar). Illustrationen von Martijn van der Linden.
  - Gideon Samson für Zeb (Van negen tot twaalf jaar). Für die Illustrationen bekam Joren Joshua einen Zilveren Penseel.
  - Bart Moeyaert für Tegenwoordig heet iedereen Sorry (van twaalf tot vijftien jaar)
  - Susin Nielsen für Het ongemakkelijke dagboek van Henry K. Larsen (van twaalf tot vijftien jaar). Übersetzerin: Lydia Meeder.
  - Jan Paul Schutten für Het mysterie van niks en oneindig veel snot (Informatief). Illustrationen von Floor Rieder.
  - Arend van Dam für De reis van Syntax Bosselman (Informatief). Illustrationen von Alex de Wolf.
  - Bibi Dumon Tak für Laat een boodschap achter in het zand (Poëzie). Illustrationen von Annemarie van Haeringen.
  - Maria van Donkelaar für Zo kreeg Midas ezelsoren (Poëzie). Illustrationen von Sylvia Weve.

- 2020
  - Jan Jutte für Tijger (Tot zes jaar)
  - Koos Meinderts für De man met de zeegroene ogen (Tot zes jaar). Illustrationen von Sanne te Loo.
  - Bette Westera und Sylvia Weve für Dit is geen Cobra (Van zes tot negen jaar)
  - Wouter Klootwijk für Naar de overkant (Van zes tot negen jaar). Illustrationen von Enzo Pérès-Labourdette.
  - Dolf Verroen für Niemand ziet het (Van negen tot twaalf jaar). Illustrationen von Charlotte Dematons.
  - Simon van der Geest für Het werkstuk – of hoe ik verdween in de jungle (Van negen tot twaalf jaar). Illustrationen von Karst-Janneke Rogaar.
  - Sjoerd Kuyper für Bizar (Van twaalf tot vijftien jaar)
  - Neal Shusterman und Jarrod Shusterman für Dor (Van twaalf tot vijftien jaar). Übersetzt von Lydia Meeder.
  - Bette Westera für Uit elkaar (Poëzie). Für die Illustrationen bekam  Sylvia Weve einen Zilveren Penseel.
  - Edward van de Vendel für Wat je moet doen als je over een nijlpaard struikelt (Poëzie). Für die Illustrationen bekam Martijn van der Linden einen Zilveren Penseel.
  - Annemiek de Groot, Roos Jans, Juul Lelieveld und Liesbeth Rosendaal für Toen het oorlog was, 1939-1945 (Informatief). Illustrationen von Irene Goede.
  - Floortje Zwigtman für Het geheime boek van Sinterklaas (Informatief). Illustrationen von Sassafras De Bruyn.
- 2023
  - Efua Traoré für Children of the Quicksands